# Правилов Олександр Сергійович
Правилов Олександр Сергійович (21 липня 1938, с. Сонцівка, Донецька область — 2 червня 2003, Нижній Новгород) — радянський і російський оперний співак (бас), педагог, народний артист РРФСР.
У 1956—1959 роках був артистом Донецького оперного театру. У 1965 році закінчив Львівську консерваторію (клас О. Й. Дарчука).
З 1965 року виступав як соліст Горьковського театру опери і балету. Виконав близько 60 оперних партій. Володів високим вродливим басом м'якого тембру. Виступав у концертах. Перший виконавець багатьох творів горьковских композиторів О. О. Касьянова, А. О. Нестерова, Н. М. Благовидової. Член КПРС з 1966 року.
З 1967 року викладав в Горьківській консерваторії (професор).
У 1993 році став неформальним лідером шаляпінської громадської організації «Старі ніжньогородці», яка проводила благодійні концерти по Нижньогородській області і в Москві. З величезним успіхом виконував романси на вірші Пушкіна, був постійним учасником фестивалів «Болдинська осінь».